# Consonne occlusive éjective rétroflexe
La consonne occlusive éjective rétroflexe est un son consonantique existant dans certaines langues. Le symbole dans l'alphabet phonétique international est [ʈʼ].

## Caractéristiques
Voici les caractéristiques de la consonne occlusive éjective rétroflexe :
- Son mode d'articulation est occlusif, ce qui signifie qu'elle est produite en obstruant l’air du chenal vocal.
- Son point d’articulation est rétroflexe, ce qui signifie qu'elle est articulée avec la pointe de la langue retournée contre le palais.
- Sa phonation est sourde, ce qui signifie qu'elle est produite sans la vibration des cordes vocales.
- C'est une consonne orale, ce qui signifie que l'air ne s’échappe que par la bouche.
- C'est une consonne centrale, ce qui signifie qu’elle est produite en laissant l'air passer au-dessus du milieu de la langue, plutôt que par les côtés.
- Son mécanisme de courant d'air est égressif glottal, ce qui signifie qu'elle est articulée en poussant l'air par la glotte, plutôt que par les poumons.

## En français
Ce son n'existe pas en français.

## Autres langues
Certaines langues amérindiennes possèdent ce phonème, comme le gwich’in et le toliwa.
L'hébreu ancien possède aussi ce phonème, et quelques dialectes le conservent encore.